# Bundesstraße 327
Die Bundesstraße 327 (Abkürzung: B 327) ist eine deutsche Bundesstraße in Rheinland-Pfalz. Sie beginnt in Koblenz und führt von der B 42 über den Hunsrück nach Hermeskeil. Die B 327 ist Teil der Hunsrückhöhenstraße.

## Verlauf

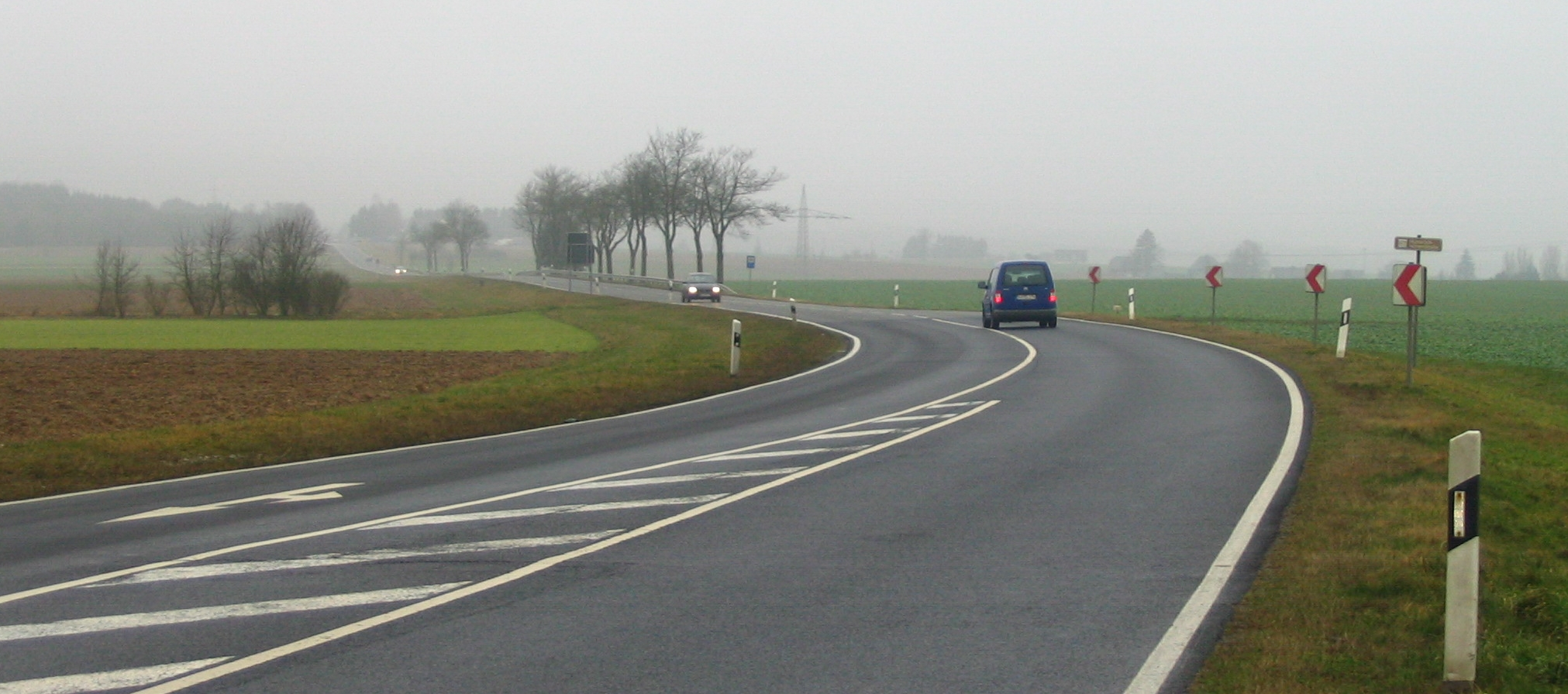
Ehemalige B 327 bei Rödelhausen

Die B 327 beginnt mit der Überquerung des Rheins über die Südbrücke in Koblenz und führt von dort auf den Hunsrück über Emmelshausen, Kastellaun bis zum Flughafen Frankfurt-Hahn. Dort ist die Bundesstraße 327 aufgrund der Erweiterung einer Landebahn unterbrochen worden. Sie beginnt wieder bei Wahlenau und verläuft von dort mit der B 50 bis Morbach-Hinzerath gleich und ist dort auch als Europastraße 42 ausgezeichnet. Von Morbach aus führt die Bundesstraße weiter über Thalfang nach Hermeskeil, wo sie endet.

## Geschichte
Die Reichsstraße 327 wurde in den Jahren 1938 und 1939 als strategische Straßenverbindung zur deutsch-französischen Grenze (Westwall) erbaut. Bei der Planung der Strecke von Koblenz über Waldesch, Hermeskeil und Saarburg zum grenznahen Perl orientierte man sich weitgehend unter Einbeziehung zahlreicher vorhandener Trassen. Der Bau wurde wegen der besonderen strategischen Bedeutung schnell vorangetrieben, so dass in nur 100 Tagen bereits 140 km fertiggestellt waren. Dabei wurden allerdings zahlreiche vorhandene Trassen einbezogen. Eine Besonderheit ist, dass die Strecke ohne den Bau von Brücken ausgelegt wurde. Ausgeführt wurde der Bau unter Mithilfe der Organisation Todt. 
Wegen ihres Verlaufs über die Hochlagen des Hunsrück wurde die Strecke auch als Reichshöhenstraße bezeichnet. Heute heißt sie Hunsrückhöhenstraße.
Der Bau der Reichshöhenstraße wird auch im vierten Film des Filmepos Heimat von Edgar Reitz thematisiert.
Im Zuge des Baues der A 1 wurde der Abschnitt Hermeskeil-Saarburg zur B 407 umgewidmet; währenddessen wurde der B 327 die Strecke Hermeskeil – Nonnweiler – Tholey – Riegelsberg (bei Saarbrücken) zugeordnet.

## Umbauten
Im Bereich des Flughafens Hahn wurde der gerade Verlauf der B 327 durchbrochen und erforderte eine dauerhafte Umverlegung. So folgt die als B 327 ausgeschilderte Strecke heute ab Kappel erst der B 421 in Richtung Kirchberg und dann der B 50 westwärts, bis diese bei Hirschfeld (Bahnhof) wieder in die ursprüngliche B 327 übergeht. Der entwidmete gerade Abschnitt zwischen Kappel und Hirschfeld (Bahnhof) wurde zur Landesstraße 193 heruntergestuft; diese wurde später zwischen der Abfahrt Raversbeuren und der Einmündung der B 50 für die westliche Erweiterung des Flughafens vollständig abgebaut. Seitdem kann die ursprüngliche Strecke auch über kleinere Straßen nicht mehr durchgängig befahren werden.
Die seit 1993 geplante, 4,8 Kilometer lange und rund 23 Millionen Euro teure Ortsumgehung Kastellaun bekam im Dezember 2010 eine Finanzierungszusage des Bundes. Der Bau begann 2011 und war im Juli 2014 abgeschlossen. Damit wird Kastellaun im Westen zwischen dem Abzweig der L 205 bei Roth und dem Abzweig der L 204 bei Bell umgangen.
Im Nachbarort Gödenroth wurde am 4. März 2016 mit dem Bau der Ortsumgehung begonnen. Die Länge dieser Baumaßnahme beträgt 3,1 Kilometer. Am 21. November 2019 wurde die Ortsumgehung Gödenroth für den Verkehr freigegeben.
Zwischen den Anschlussstellen Waldesch und Emmelshausen der A 61 wird die Autobahn als Lückenschluss genutzt. Die ursprüngliche B 327 wurde in diesem Abschnitt zur Landesstraße 214 abgestuft.

## Verkehrsaufkommen
Das Verkehrsaufkommen auf der B 327 betrug 2021 in Höhe der Anschlussstelle Waldesch 7648 Fahrzeuge und bei Völkenroth 6394 Fahrzeuge täglich.